# Rue de la Bourse (Toulouse)
Pour les articles homonymes, voir Rue de la Bourse.
La rue de la Bourse (en occitan : carrièra de la Borsa) est une voie de Toulouse, chef-lieu de la région Occitanie, dans le Midi de la France.

## Situation et accès

### Description
La rue de la Bourse est une voie publique. Elle se situe au cœur du quartier du Capitole.
Rue rectiligne et orientée plein nord, de 129 mètres de long, sa largeur est d'environ 4 mètres pour les parties les plus anciennes au Moyen Âge, et 6 mètres pour les parties élargies au XVIIIe siècle. Elle naît dans le prolongement de la rue Saint-Rémésy et de la rue des Paradoux, au carrefour qu'elle forme avec la rue de Metz et la rue des Marchands. Elle reçoit sur son côté droit la rue Malcousinat et se termine au niveau de la place de la Bourse. Elle est prolongée au nord par la rue Sainte-Ursule, qui rejoint la rue Léon-Gambetta pour se terminer sur la place du Capitole.
La chaussée compte une seule voie de circulation automobile à sens unique, de la rue de Metz vers la place de la Bourse. Elle appartient à une zone de rencontre et la vitesse y est limitée à 20 km/h. Il n'existe pas de piste, ni de bande cyclable, quoiqu'elle soit à double-sens cyclable.

### Voies rencontrées
La rue de la Bourse rencontre les voies suivantes, dans l'ordre des numéros croissants (« g » indique que la rue se situe à gauche, « d » à droite) :
1. Rue de Metz
2. Rue Malcousinat (d)
3. Place de la Bourse

## Odonymie
La rue de la Bourse a pris ce nom au début du XVIIe siècle, après la création de la Bourse des marchands drapiers sur la petite place du même nom (actuel no 19) en 1609.
À la fin du Moyen Âge, au XIVe siècle et au XVe siècle, elle porte, dans la première partie, entre la rue de la Trilhe (actuelle rue de Metz) et la rue de Polières (actuelle rue Malcousinat), le nom de rue de Blancard ou d'En-Blancard (en, « seigneur » en occitan), probablement du nom de famille d'un des propriétaires de la rue : on trouve dans le même quartier la trace d'un capitoul du nom de Gautier Blancard en 1446. À la même époque, la deuxième partie de la rue, jusqu'à la place de la Chapelle-Ingolèse (actuelle place de la Bourse), porte le nom de rue de la Chapelle-Ingolèse. Cette petite chapelle mal connue s'ouvrait sur la place du même nom (actuel no 19 place de la Bourse), mais elle disparut au début du XVIIe siècle, remplacée par la première Bourse des marchands drapiers.
À partir de la fin du XVe siècle, c'est toute l'actuelle rue qui prit le nom de Grande-rue Malcousinat, pour la distinguer de la rue Malcousinat et de la rue Malcousinat-Vieil (côté nord de l'actuelle place Esquirol). L'origine de ce nom est obscure est ferait peut-être du nom d'un propriétaire. Au début du XVIIe siècle, elle prend le nom de rue de la Bourse, mais dans le même temps, elle est aussi désignée comme rue de la Maison-Professe, car les Jésuites avaient regroupé entre leurs mains un vaste patrimoine foncier entre cette rue (actuels no 6 et 8) et la rue Secourieux (actuels no 33 à 37 rue des Marchands), afin d'y ouvrir une maison professe. En 1794, pendant la Révolution française, la rue est renommée rue du Peuple, mais ce nom ne subsiste pas et elle reprend le nom de rue de la Bourse, tandis que celui de Maison-Professe est donné à la rue voisine (actuelle rue des Marchands),,.

## Histoire

### Moyen Âge
Au Moyen Âge, la rue qui s'étend du carrefour de la Trilhe (actuellement carrefour de la rue de Metz) à la rue Malcousinat porte le nom de rue de Blancard. Elle appartient au capitoulat du Pont-Vieux. Elle est prolongée au nord, jusqu'à la petite place de la Chapelle-Ingolèse (actuelle place de la Bourse), par la rue du même nom. Ce nom leur vient d'une petite chapelle (actuel no 19). Elle appartient, du côté ouest, au capitoulat du Pont-Vieux, mais du côté est au capitoulat de Saint-Pierre-Saint-Martin, réuni en 1438 au capitoulat de la Daurade,. Progressivement, les deux rues de Blancard et de la Chapelle-Ingolèse sont réunies en une seule : à partir du XVe siècle, le nom de rue Malcousinat, ou Grande-rue Malcousinat pour la distinguer de sa petite voisine (actuelle rue Malcousinat), commence à s'imposer.
Comme d'autres rues qui aboutissent à la place de la Chapelle-Ingolèse, la rue Malcousinat est majoritairement peuplée de marchands, particulièrement drapiers. Loin d'être de pauvres artisans, ces drapiers sont généralement de riches bourgeois. Ils organisent la production du tissu en contrôlant toute la filière de production textile, achetant les tissus grossiers aux tisserands, puis les faisant transformer par les pareurs (parador en occitan), les foulonniers ou les teinturiers, avant de les vendre.

### Période moderne
Le 7 mai 1463, un incendie parti d'une boulangerie à l'angle des rues Maletache et de l'Arc des Carmes (actuelle rue du Languedoc), ravage complètement le côté droit de la rue, qui reste ruiné jusqu'à la fin du siècle,. Malgré les interdictions des capitouls, on continue cependant à construire des maisons en corondages (actuel no 7). L'ampleur des destructions permet cependant aux marchands les plus importants, enrichis par l'essor du pastel, de réunir de vastes emprises foncières pour faire bâtir leurs hôtels particuliers. Entre 1493 et 1497, le marchand pastelier Pierre Delfau se fait bâtir une belle demeure à l'emplacement de plusieurs parcelles laissées sans construction depuis plusieurs années.
La présence des marchands drapiers ne se dément pas au cours des siècles suivants. Au XVe siècle déjà, le « clos de la Draperie » (en occitan : la ombrador de la Draparia), un groupement de marchands drapiers, est installé par les marchands dans un immeuble à proximité de la rue (ancien no 24 rue Cujas). Par la suite, ils font aménager une véritable Bourse des marchands drapiers au bout de la rue, sur la place qui en prend d'ailleurs le nom (actuel no 26 place de la Bourse). Malgré la fin de période du pastel, les marchands drapiers conservent richesse et pouvoir, certaines familles accédant même à la magistrature et à la noblesse. La présence de l'hôtel de Nupces, construit en 1716 non pas par un marchand, mais par un parlementaire, si loin du quartier où on les trouve généralement, près du parlement, ne s'explique que par l'origine de la famille de Nupces, qui avait construit sa fortune au XVIIe siècle dans le commerce des draps.
L'installation des Jésuites bouleverse partiellement le haut de la rue dans la première moitié du XVIIe siècle. En 1619, comme ils avaient été autorisés par Louis XIII à ouvrir des maisons professes dans le royaume de France, le syndic de la Compagnie de Jésus achète en 1621, dans la rue Secourieux, l'immeuble du président au parlement Antoine de Malras (actuels no 31 à 35 rue des Marchands) et, dans la rue de la Bourse, l'immeuble des Boysson de Beauteville (actuel no 4). Ils possédaient déjà, depuis 1614, un immeuble (actuel no 6) d'Arnaud de Borret, conseiller au parlement en 1585, qui le leur avait légué avant d'entrer au noviciat des Jésuites. Ainsi, les Jésuites se rendent propriétaires de toute la partie ouest du moulon entre les rues de la Bourse, Malcousinat, des Changes et Secourieux. Les constructions s'élèvent rapidement et une église Saint-Ignace, dont la première pierre est posée par Louis XIII, est construite dans la rue Secourieux (actuel no 35 rue des Marchands). En hommage au roi, l'établissement est placé sous le patronage de saint Louis. En 1632, le cœur du duc Henri de Montmorency, exécuté pour s'être révolté contre le roi, est déposé dans l'église. Un cimetière, enfin, se trouve au nord du moulon (actuels no 8 rue de la Bourse et no 2 rue Malcousinat).
Au XVIIIe siècle, les travaux de la maison professe reprennent. L'église, trop petite, est déplacée et reconstruite dans la rue de la Bourse, sur le sol de l'ancien immeuble d'Arnaud de Borret (actuel no 6). Mais la Compagnie de Jésus, dont les biens sont saisis sur ordre du parlement en juillet 1762 et avant même que les Jésuites soient expulsés du royaume en 1763, le collège, le noviciat, le séminaire et la maison professe de Toulouse sont fermés. En 1766, la maison professe, mise en vente en plusieurs lots, est vendue à divers marchands et imprimeurs, et en grande partie démolie.

### Époque contemporaine
La Révolution française amène quelques bouleversements. Pendant la Terreur, entre 1793 et 1794, plusieurs parlementaires toulousains sont inquiétés. En 1794, Pierre-Madeleine-Joseph-Raymond de Sénaux, conseiller aux Requêtes depuis 1783, est arrêté et condamné par un tribunal révolutionnaire. Ses biens sont saisis et l'hôtel de Nupces, qu'il occupait, est saisi comme bien national.
Entre 1869 et 1871, les travaux de percement de la rue Transversale (actuelle rue de Metz) transforment le haut de la rue de la Bourse. Les bâtiments de l'ancienne maison professe des Jésuites est complètement éventrée par la nouvelle rue et les premières maisons de la rue de la Bourse sont emportées par les destructions (no 1 et 2 à 4).

## Patrimoine et lieux d'intérêt

### Hôtels particuliers
- no  6 : hôtel particulier. 
Un hôtel particulier est construit dans la deuxième moitié du XVIIIe siècle à l'emplacement de la maison professe des Jésuites. L'édifice présente une façade sur rue symétrique, qui s'élève sur trois étages décroissants. Au rez-de-chaussée, dont l'appareillage alterne la brique et la pierre en bossage, quatre arcades de boutique voûtées en anse de panier encadrent la porte cochère, qui a conservé une imposte en fer forgé. Au 1er étage, les fenêtres rectangulaires ont des garde-corps en fer forgé et sont surmontées de corniches à denticules. À l'arrière, le bâtiment s'ouvre sur une cour qui donne accès au bâtiment voisin, construit à la fin du XIXe siècle (actuel no 15 rue de Metz)[15].

- no  15 : hôtel de Nupces.  Inscrit MH (1925, façades et toiture)[16]. L'hôtel de Nupces est construit en 1716, entre cour et jardin[17].

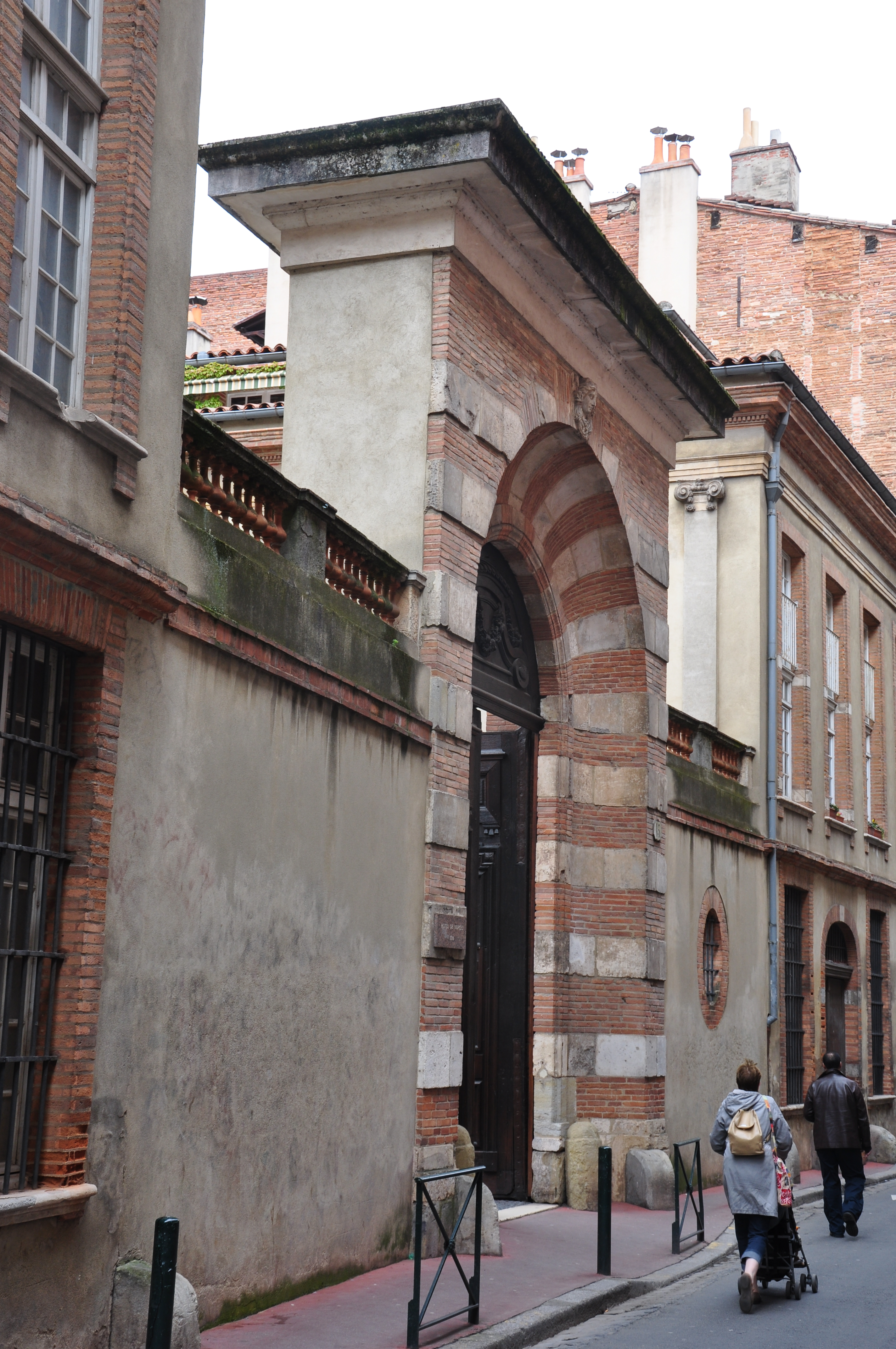
no 15 : le portail de l'hôtel de Nupces.
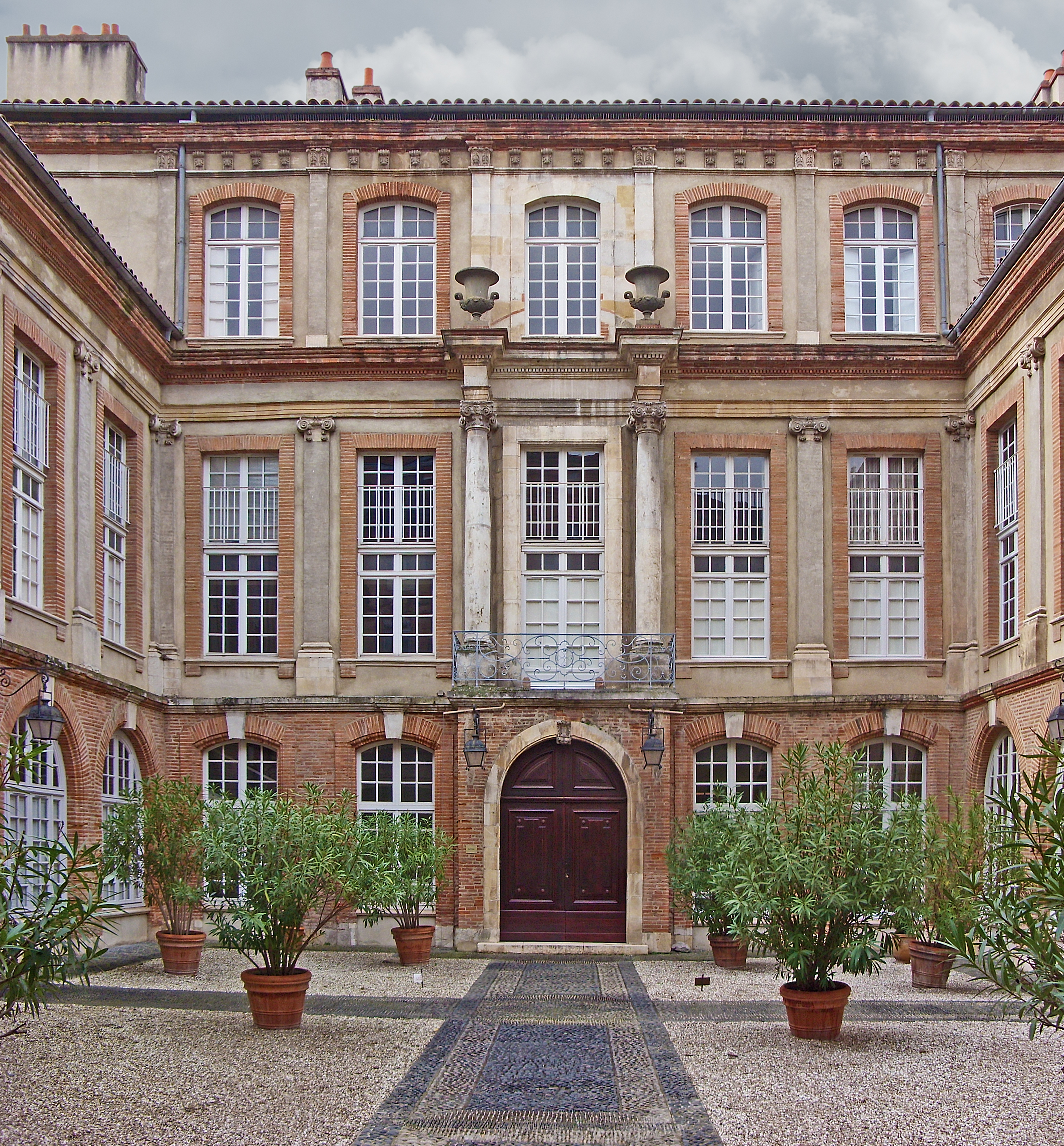
no 15 : la cour intérieure de l'hôtel.

- no  16 : hôtel particulier. 
L'hôtel particulier est construit vers 1770 dans le style néo-classique. Il s'élève sur deux étages carrés décroissants avec comble à surcroît. Au rez-de-chaussée, les trois arcades de boutique sont ornées de clefs d'arc avec des mascarons et d'impostes en ferronnerie massives. Au 1er étage, les fenêtres rectangulaires ont des garde-corps en ferronnerie. À l'arrière, la cour, couverte en rez-de-chaussée, l'escalier et la galerie sont plus tardifs, et datent du XIXe siècle[18]. 
L'hôtel particulier devient au XIXe siècle l'hôtel des Quatre-Saisons, dont le père de Prosper Montagné fait l'acquisition. C'est là que le jeune homme commença sa carrière de cuisinier dans les années 1880.

- no  20 : maison de Pierre Delfau.  Inscrit MH (1925)[19]. 
Cette maison médiévale a été édifiée pour le marchand Pierre Delfau entre 1493 et 1497. L'élévation sur rue se développe sur trois étages et un comble. Elle a conservé de l'époque gothique la porte en accolade, les appuis de deux des fenêtres et le crénelage encore visible à partir du ressaut. Un écu porte la marque de marchand de Pierre Delfau. C'est l'une des rares demeures marchandes à avoir conservé au rez-de-chaussée sa boutique avec ses voûtes d'ogives qui retombent sur des culots sculptés de têtes d'anges. À droite, la porte ouvre sur un couloir voûté d'ogives qui mène à la cour intérieure. Dans la cour, les deux premiers étages de la façade ouest, percés de croisées en pierre finement moulurées, sont conservés. La tour d'escalier polygonale, dans l'angle nord-ouest, a conservé sa porte d'entrée en accolade au décor sculpté ainsi que ses croisées. Elle s'achève par une voûte en palmier supportant la terrasse, desservie par une tourelle. 
La façade sur la rue de la Bourse est largement modifiée au XVIIe siècle par l'ouverture d'une arcade de boutique et d'une grande baie en plein cintre au rez-de-chaussée, et de grandes fenêtres rectangulaires couronnées par une corniche aux étages. Dans la cour, l'aile nord est modifiée au XVIIe siècle et présente plusieurs étages de galeries rythmées par des pilastres doriques et ioniques[20].

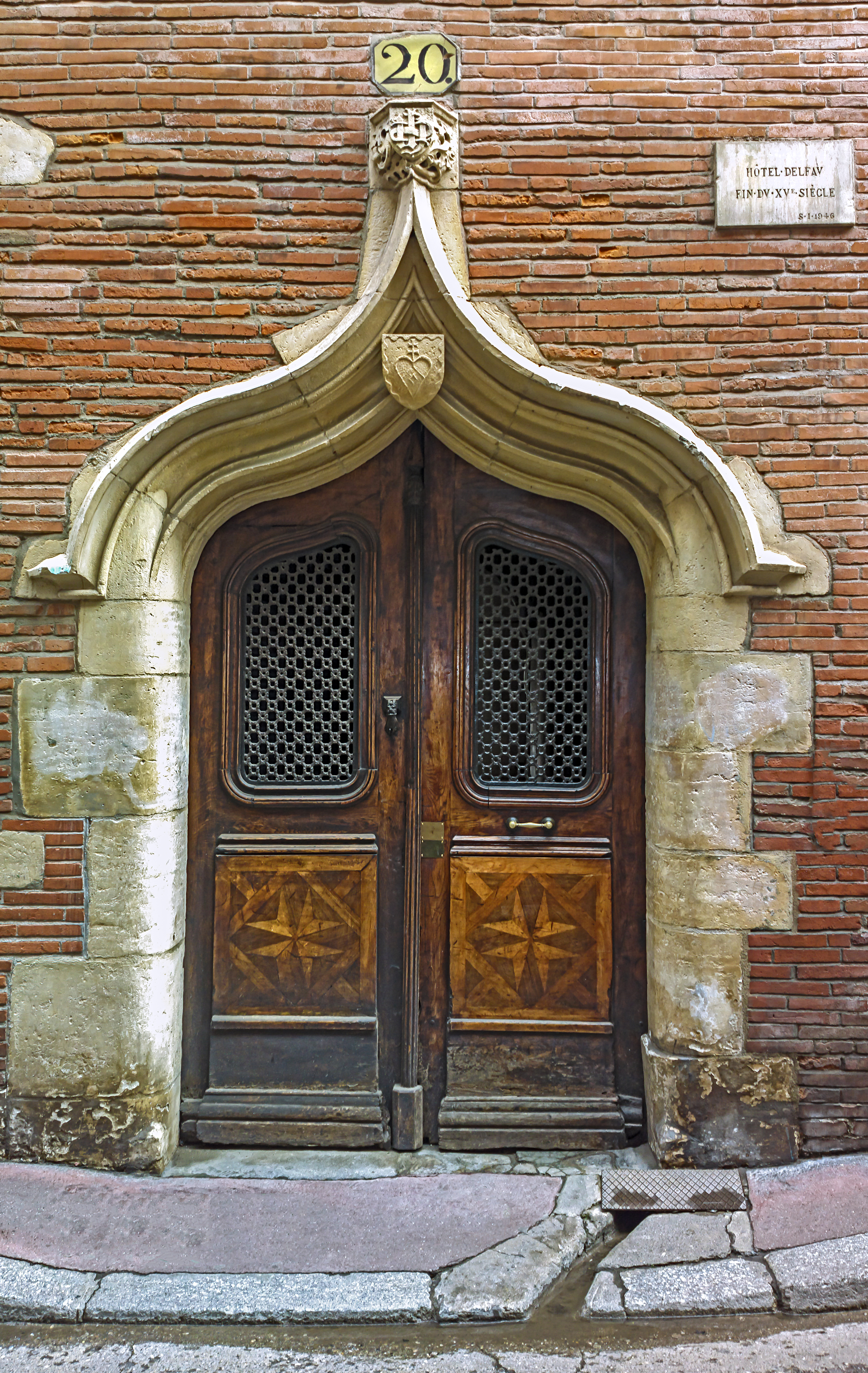
no 20 : porte gothique de l'hôtel.
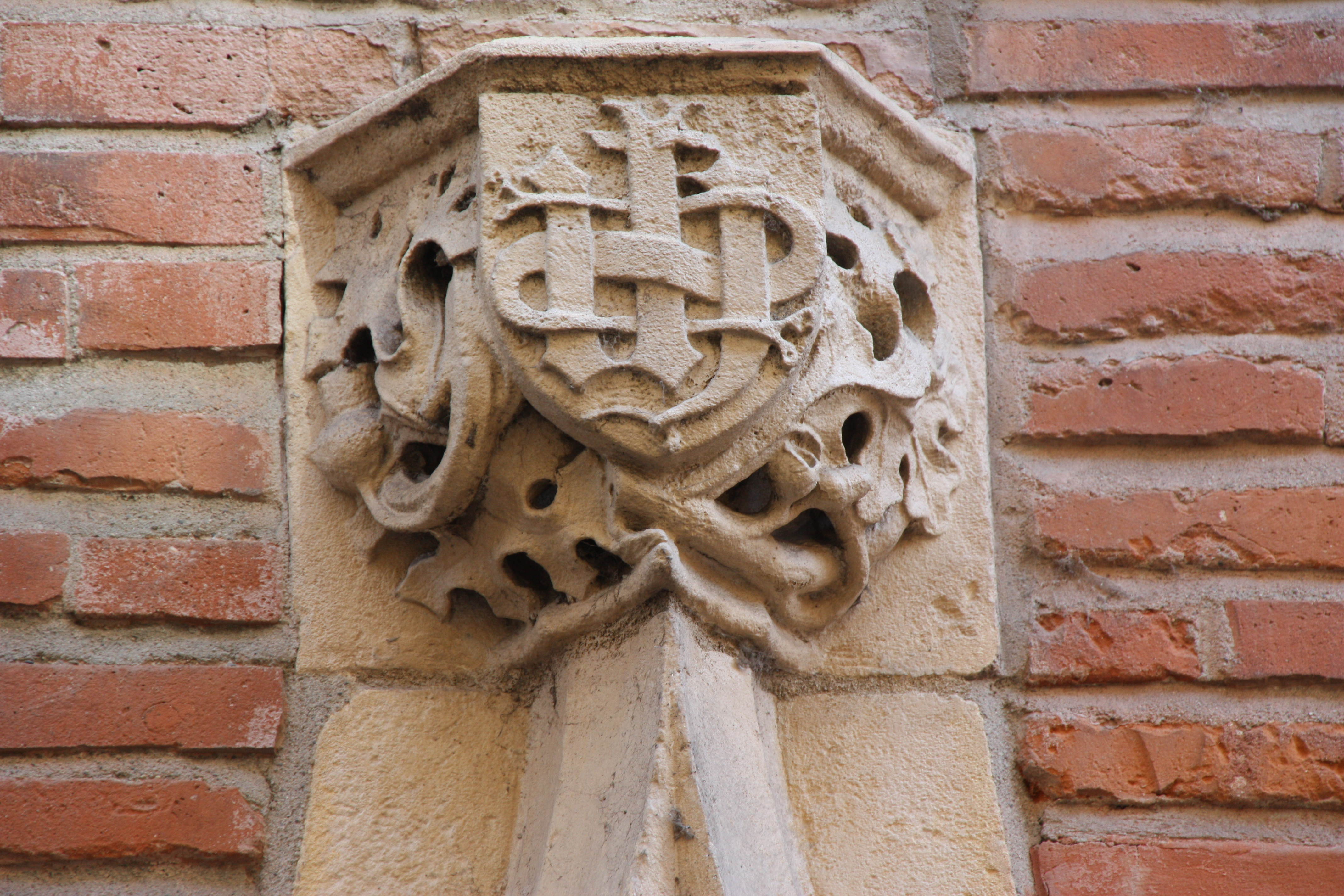
no 20 : monogramme « IHS » de l'amortissement au-dessus de l'accolade.
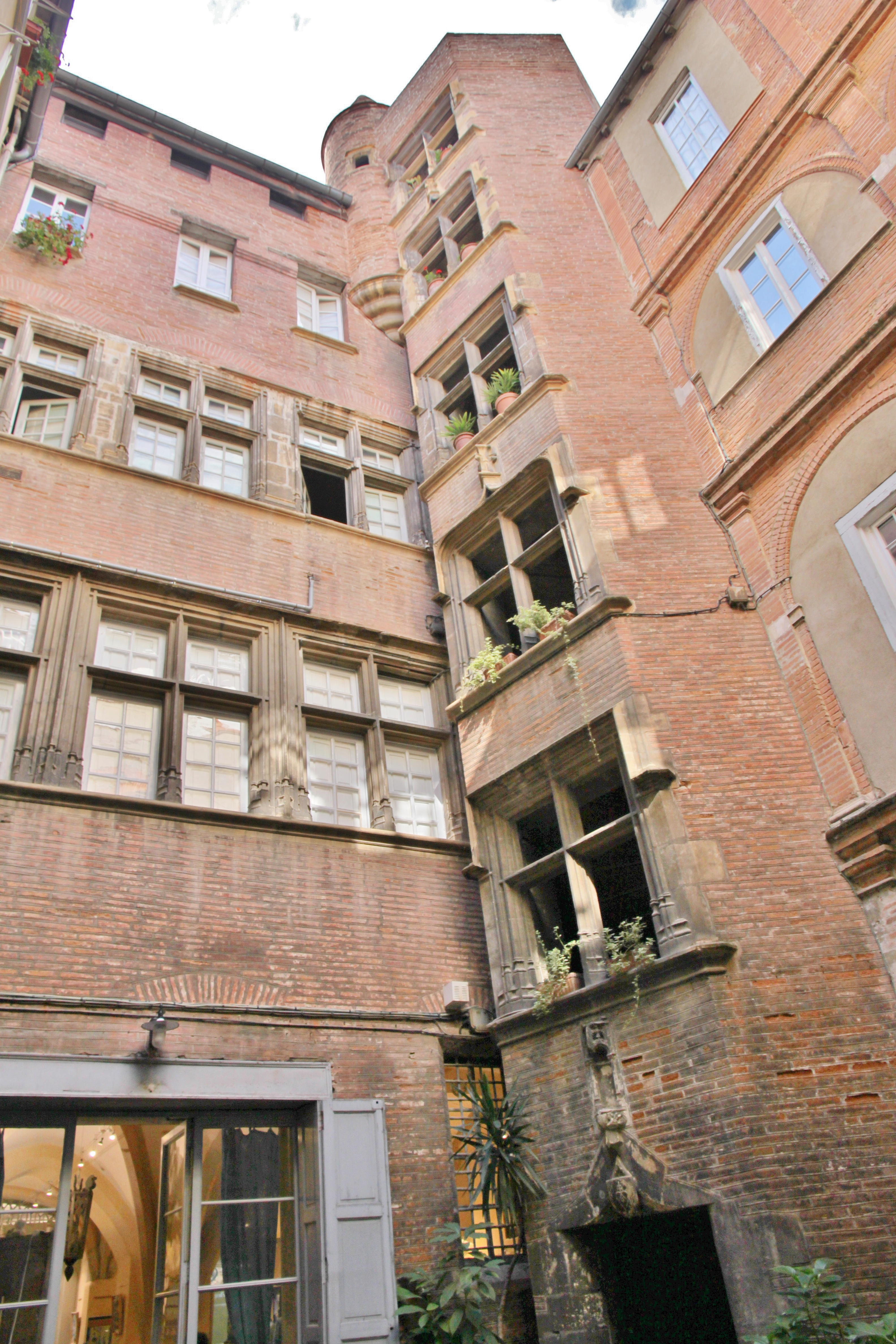
no 20 : cour intérieure.

### Immeubles
- no  11 : immeuble[21].
- no  24 : immeuble[22].